# Pożar Reichstagu
Pożar Reichstagu (niem.Reichstagsbrandⓘ) – pożar gmachu parlamentu Rzeszy (niem. Reichstagsgebäude) w Berlinie w nocy z 27 na 28 lutego 1933 roku.
Budynek parlamentu Rzeszy został najprawdopodobniej podpalony. W maju 1933 roku przed IV Izbą Karną Sądu Najwyższego Rzeszy w Lipsku o podpalenie Reichstagu oskarżono holenderskiego komunistę Marinusa van der Lubbego, ujętego na miejscu zdarzenia, oraz prominentnych działaczy partii komunistycznej: Ernsta Torglera (przewodniczącego frakcji KPD w Reichstagu), w tym członków Kominternu, Bułgarów: Georgiego Dimitrowa (późniejszego sekretarza generalnego Kominternu (1934–1943) i po II wojnie światowej komunistycznego premiera Bułgarii), Błagoja Popowa i Wassila Tanewa . Oskarżenie próbowało przedstawić podpalenie jako sygnał dla komunistycznych wystąpień zbrojnych przeciwko państwu niemieckiemu. W procesie lipskim van der Lubbe został skazany na karę śmierci, która została wykonana 10 stycznia 1934 roku. Inni oskarżeni zostali uniewinnieni z braku dowodów winy. W 2008 roku wyrok skazujący van der Lubbego został unieważniony przez prokuraturę federalną, z uzasadnieniem, że kara śmierci została wyznaczona na podstawie konkretnych zapisów nazistowskich niezgodnych z elementarnymi zasadami praworządności. Okoliczności pożaru do dziś nie zostały wyjaśnione.
Sposób wykorzystania incydentu pożaru Reichstagu był decydującym krokiem na drodze do pełnego przejęcia władzy w Republice Weimarskiej przez NSDAP i przekształcenia republiki parlamentarnej w monopartyjne policyjne państwo totalitarne. Pod wpływem dramatyzmu wydarzeń Prezydent Rzeszy Paul von Hindenburg został nakłoniony przez Adolfa Hitlera i Franza von Papena do podpisania już 28 lutego w trybie art. 48 konstytucji Republiki Weimarskiej (regulującego tzw. stany nadzwyczajne), tzw. Reichstagsbrandverordnung – dekretu „O ochronie narodu i państwa” (niem. Verordnung zum Schutz von Volk und Staat), który na tydzień przed przedterminowymi wyborami do Reichstagu zawieszał „czasowo” podstawowe prawa obywatelskie zawarte w konstytucji Republiki Weimarskiej z 1919 (niem. Die Verfassung des Deutschen Reiches lub też Weimarer Reichsverfassung), sankcjonując prawnie prześladowanie opozycji politycznej NSDAP przez policję pruską (podporządkowaną Hermannowi Göringowi jako komisarycznemu ministrowi spraw wewnętrznych Prus) i SA, której oddziałom Göring nadał uprzednio jako tzw. policji pomocniczej (niem. Hilfspolizei) pełne uprawnienia policyjne co do stosowania środków przymusu. Dekret zawieszał m.in. tajemnicę korespondencji, wolność zgromadzeń, nietykalność osobistą obywateli i ich mieszkań, dopuszczał tzw. „areszt prewencyjny”, czyli internowanie bez nakazu sądowego przez policję (i policję pomocniczą) i wolność publikacji. Co najważniejsze – zawieszał również możliwość sądowej kontroli decyzji administracyjnych podjętych w jego trybie (brak możliwości odwołania się do sądu). Rozstrzygające było również powierzenie wykonania dekretu ministrowi spraw wewnętrznych, a nie ministrowi wojny Rzeszy (tzn. policyjny stan wyjątkowy, a nie stan wojenny pod władzą i kontrolą Reichswehry).
Od publikacji tego dekretu, sukcesywnie przedłużanego w następnych latach aż po rok 1945, Niemcy stały się „państwem stanu wyjątkowego” – III Rzeszą.

## Przebieg pożaru

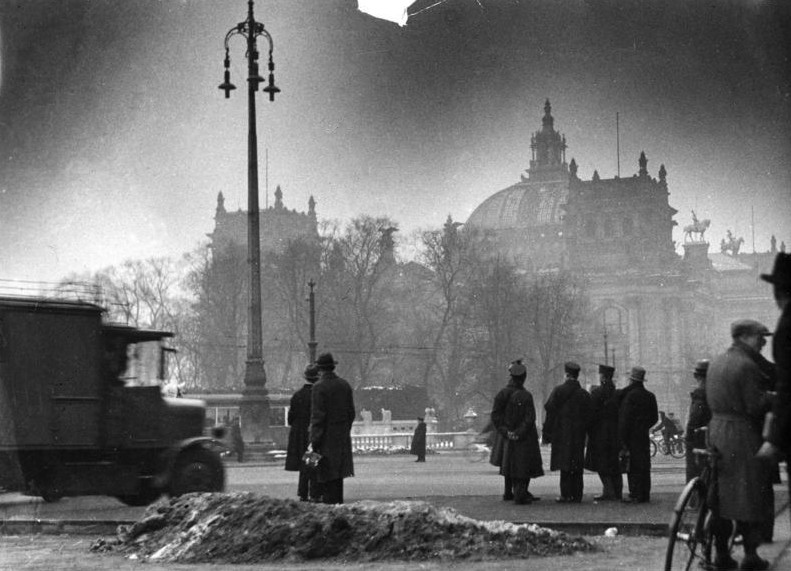
Reichstag dzień po pożarze, 1933

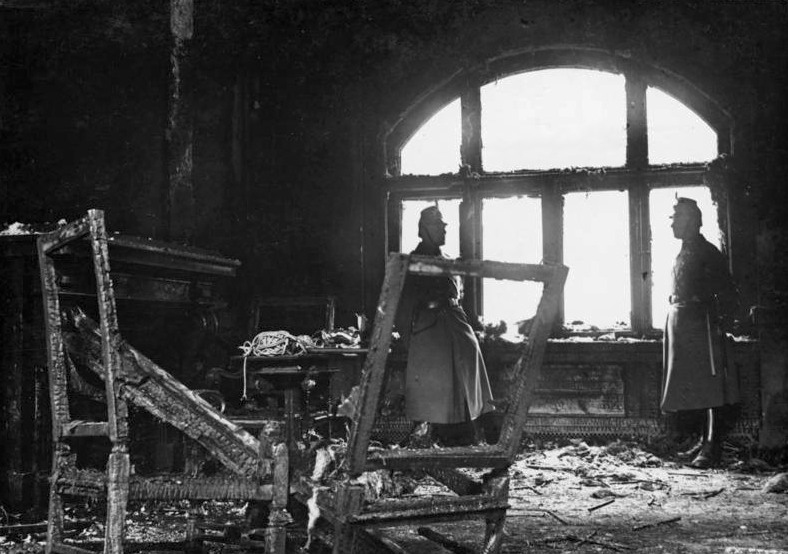
Reichstag – spalona sala obrad, 1933

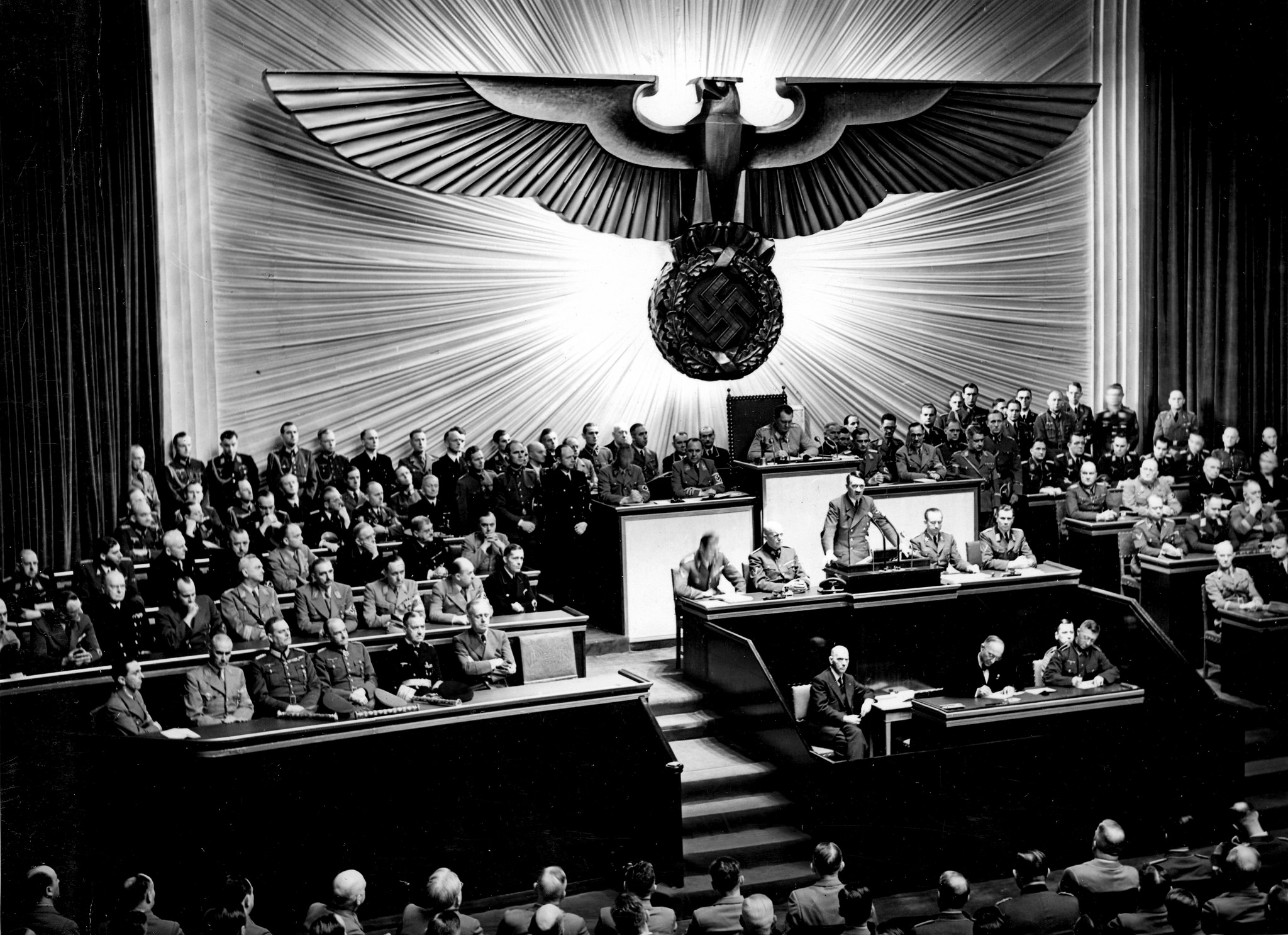
Hitler w trakcie przemówienia w Krolloper, która pełniła funkcję Reichstagu, 11 grudnia 1941

27 lutego 1933 pomiędzy 21:00 a 23:00 płomienie zaczęły obejmować kopułę budynku Reichstagu. Socjaldemokratyczna gazeta Vorwärts zamieściła 28 lutego 1933 roku obszerny artykuł dotyczący pożaru, podając, że straż pożarna i policja zgodnie uznały podpalenie za przyczynę pożaru. Źródła ognia miały znajdować się w wielu miejscach budynku.
Krótko po godzinie 21:00 w gmachu Reichstagu ogłoszono alarm przeciwpożarowy. Ogień meldowany z początku jedynie w restauracji zaczął się szybko rozprzestrzeniać. Wkrótce odkryto jego kolejne źródła. Płomienie zaczęły obejmować salę posiedzeń. Na miejsce przybyło 15 jednostek straży pożarnej, które rozpoczęły walkę z żywiołem. Jednak wysoka temperatura uniemożliwiła dotarcie do centrum pożaru. Straż pożarna musiała ograniczyć się do zahamowania rozprzestrzeniania się ognia. Pożar ugaszono ok. 00:25.
Według berlińskiej straży pożarnej, zgłoszenie o pożarze otrzymano o 21:13. Źródła ognia znajdowały się w wielu pomieszczeniach, przejściach i na sali plenarnej. Na sali posiedzeń doszło do deflagracji, w wyniku której zniszczony został przeszklony sufit oraz oszklenie wznoszącej się nad nim kopuły. Powstały silny prąd powietrza umożliwił niezwykle szybkie rozprzestrzenienie się ognia. Straż pożarna do gaszenia użyła wody z pobliskiej Sprewy. Sytuację udało się opanować po ok. dwóch godzinach.
W międzyczasie wokół budynku zgromadziła się liczna grupa gapiów. Policja zabezpieczyła teren, odgradzając tłum od gmachu. Wśród zgromadzonych szukano wspólników podpalaczy. Gazeta Vorwärts pisała, że w prezydium policji utworzono specjalną komisję, która przeprowadziła przesłuchanie podejrzanego van der Lubbego, ujętego na miejscu zdarzenia. Marinus van der Lubbe (lat 24), murarz z Lejdy, przyznał się do zarzucanego mu czynu i utrzymywał, że działał w pojedynkę. Jednak gazeta uważała, że sprawca musiał mieć bardzo dobre rozeznanie w terenie i nie wykluczyła pośredniego współudziału komunistów.
Dowódca pruskiej policji politycznej, Rudolf Diels, który niezwłocznie przybył na miejsce zdarzenia, opisał w 1949 roku okoliczności zatrzymania i przesłuchiwania van der Lubbego. Według Dielsa, na miejsce przybyli Adolf Hitler, Joseph Goebbels, Hermann Göring, Wilhelm Frick oraz Wolf-Heinrich von Helldorf. Göring miał wtedy powiedzieć:

To jest początek powstania komunistów, uderzą teraz! Nie wolno nam tracić ani minuty!

Według relacji Dielsa, Hitler wypowiedział się jeszcze ostrzej:

Nie ma teraz litości; kto stanie nam na drodze, będzie zniszczony. Niemiecki naród nie będzie miał zrozumienia dla okoliczności łagodzących. Wszyscy komuniści będą rozstrzeliwani na miejscu. Posłowie partii komunistycznej muszą jeszcze dziś w nocy zostać powieszeni. Trzeba znaleźć wszystkich powiązanych z komunistami. Także dla socjaldemokratów […] nie będzie już litości.

Diels wyraził przekonanie, że policja uważała wówczas podpalenie za czyn osoby chorej psychicznie. Stwierdzenie to było kategorycznie odrzucane przez czołowych nazistów, którzy naciskali na wprowadzenie stanu wyjątkowego oraz zaaresztowanie członków frakcji komunistycznej i socjaldemokratycznej Reichstagu.

## Tło polityczne
Pożar Reichstagu miał miejsce w trakcie kampanii wyborczej przed wyborami do Reichstagu i w tydzień przed ich datą ustaloną na 5 marca 1933 roku. Adolf Hitler, zaprzysiężony jako Kanclerz Rzeszy (niem. Reichskanzler), sprawował funkcję szefa rządu koalicyjnego NSDAP i DNVP od 30 stycznia 1933 roku. Częścią umowy koalicyjnej było rozpisanie przedterminowych (trzecich w ciągu roku) wyborów do Reichstagu, które miały przynieść koalicji rządzącej większość parlamentarną umożliwiającą zmianę konstytucji. W konsekwencji Hitler po powołaniu na urząd Kanclerza Rzeszy, złożył do prezydenta Hindenburga wniosek o rozwiązanie Reichstagu i ogłoszenie przedterminowych wyborów, zaś prezydent wniosek przyjął, wyznaczając datę wyborów na 5 marca 1933 roku. Celem Hitlera było uzyskanie samodzielnej bezwzględnej większości parlamentarnej przez NSDAP (powyżej 50% mandatów) i wyeliminowanie lewicowej opozycji. Hitler zmierzał jednocześnie do skupienia całej władzy w swoich rękach poprzez uchwalenie tzw. „Ustawy o pełnomocnictwach” (niem. Ermächtigungsgesetz), która oficjalnie nazywała się „Ustawą o usunięciu zagrożenia narodu i Rzeszy” (niem. Gesetz zur Behebung der Not von Volk und Reich). Ustawa nadawała Rządowi Rzeszy prawo wydawania rozporządzeń z mocą ustawy, bez udziału parlamentu. Aby przegłosować ustawę upoważniającą, zmieniającą konstytucję Rzeszy, narodowi socjaliści potrzebowali 2/3 większości głosów w Reichstagu – w styczniu 1933 roku mieli jedynie 32% miejsc w parlamencie, a z koalicyjną DNVP wyłącznie większość bezwzględną, niewystarczającą do zmiany konstytucji. DNVP i osobiście Alfred Hugenberg sprzeciwiali się nowym wyborom, przekonani o dalszym wzmocnieniu pozycji NSDAP, proponując delegalizację KPD i poprzez unieważnienie mandatów deputowanych komunistycznych uzyskanie wymaganej większości. Ostatecznie Hitler tuż przed zaprzysiężeniem gabinetu przeforsował swoje stanowisko wobec Hugenberga.
W warunkach stanu wyjątkowego, NSDAP prowadziła kampanię wyborczą z użyciem wszystkich dostępnych instytucji i funduszy państwa, w sposób wyjątkowo, nawet jak na ówczesny standard niemiecki, brutalny. Kampania wyborcza NSDAP była prowadzona pod hasłem walki z marksizmem. NSDAP głosiła tezę o zbliżającej się rewolucji komunistycznej i argumentowała, że jedynym sposobem, by powstrzymać komunistów było nadanie specjalnych praw kanclerzowi, przegłosowując Ermächtigungsgesetz. Przesłanie kampanii sprowadzało się do werbowania głosów za NSDAP, tak by narodowi socjaliści mogli przegłosować ustawę i zatrzymać komunistów. Ponadto Hitler planował wprowadzić zakaz działalności partii komunistycznej (niem. Kommunistische Partei Deutschlands, KPD), wówczas trzeciej co do wielkości partii, zajmującej sto miejsc w Reichstagu i dysponującej 17% głosów.
Wysocy przedstawiciele NSDAP byli przekonani, że podpalenie Reichstagu było próbą wzniecenia powstania przeciwko państwu niemieckiemu przez członków partii komunistycznej. Inni ówcześni obserwatorzy sceny politycznej uważali podpalenie za akcję nazistów, by zalegalizować represje polityczne przeciw opozycji.
Wydarzenie – niezależnie od tego kto dokonał podpalenia – było korzystne dla nazistów. Pożar dał NSDAP pretekst do dalszej radykalizacji poglądów oraz użycia aparatu państwa przeciw lewicy. Ujęty na miejscu zdarzenia, Marinus van der Lubbe miał przyznać się do powiązań z socjaldemokratami (niem. Sozialdemokratische Partei Deutschlands, SPD), co dało podstawy do prześladowań SPD. Prasa i plakaty wyborcze SPD zostały objęte dwutygodniowym zakazem.

Bezpośrednio po pożarze, NSDAP komentowało, że był to 

sygnał do krwawych rozruchów i wojny domowej.

 Jeszcze tej samej nocy, 28 lutego 1933 roku, Hermann Göring, sprawujący wówczas funkcję komisarycznego ministra spraw wewnętrznych Prus – największego kraju związkowego Rzeszy, wprowadził zakaz wydawania prasy komunistycznej i socjaldemokratycznej. Zamknięto 200 gazet socjaldemokratycznych i 35 komunistycznych o łącznym nakładzie 200 milionów egzemplarzy.
Zamknięto również biura KPD a wielu jej członków objęto aresztem prewencyjnym. W Berlinie zaaresztowano ponad 1500 osób należących do KPD, w tym wszystkich członków komunistycznej frakcji parlamentarnej Reichstagu. Policji nie udało się pojmać przywódców partii, którzy odbywali tajną naradę w niewiadomym miejscu. Przewodniczący frakcji KPD w Reichstagu, Ernst Torgler, stawił się wkrótce potem dobrowolnie, by oczyścić się z zarzutu o uczestnictwo w podpaleniu.

## Usankcjonowanie prawne prześladowań politycznych
Jeszcze 28 lutego 1933 roku Rząd Rzeszy przyjął a Prezydent Rzeszy Paul von Hindenburg wydał w trybie art. 48 konstytucji Republiki Weimarskiej dekret: Zum Schutz von Volk und Staat (pol. „O ochronie narodu i państwa”), który zawieszał „czasowo” prawa obywatelskie (niem. Grundrechte) gwarantowane przez konstytucję weimarską z 1919 roku. Policja i jej oddziały pomocnicze (SA) otrzymały prawo aresztowania bez podania przyczyny oraz odmowy ochrony prawnej podejrzanym. Zniesiono gwarancje nienaruszalności dóbr osobistych. Uchylono tajemnicę korespondencji, zniesiono wolność zgromadzeń, wolność prasy i wolność poglądów. Równocześnie administracja Rzeszy mogła silniej ingerować w sprawy poszczególnych krajów związkowych, uzyskując prawo ustanawiania Komisarzy Rzeszy w miejsce demokratycznie wybranych rządów krajów związkowych. Akty podpalenia i terroryzmu, jako akty zdrady stanu (niem. Hochverrat), miały być karane śmiercią.

Dekret „O ochronie narodu i państwa” dał podstawę do aresztowania nie tylko licznych funkcyjnych partii lewicowych, lecz również krytycznie nastawionej inteligencji. 28 lutego aresztowano m.in. dziennikarza Carla von Ossietzkiego, pisarzy Ericha Mühsama, Ludwiga Renna, Egona Erwina Kischa, Maxa Hodama i prawnika Hansa Littena. Kilka dni później policja zaaresztowała przewodniczącego partii komunistycznej Ernsta Thälmanna. Wielu komunistów zmuszonych było opuścić kraj. Z powodów taktycznych rząd nie zdelegalizował partii komunistycznej. Jednak jeszcze 28 lutego 1933 roku Adolf Hitler wyraził się, że 

niezwłocznie należy bezwzględnie rozprawić się z KPD.

 Dekret był stosowany również wobec socjaldemokratów, a także wobec wszystkich innych osób uznanych za przeciwników reżimu.
Trwająca kampania wyborcza do Reichstagu została zamieniona przez NSDAP w prawnie usankcjonowaną łapankę na przeciwników politycznych. Bezpośrednio po podpaleniu Reichstagu zaaresztowano 4 tysiące komunistów, którzy zostali przeniesieni do prowizorycznych obozów koncentracyjnych. W dniu wyborów śmierć poniosło 69 osób, a setki odniosły obrażenia, zarówno po stronie opozycjonistów, jak i SA i NSDAP. Do czerwca 1933 roku w obozach znajdowało się ok. 50 tys. antynazistów.
Ogłoszenie dekretu „O ochronie narodu i państwa” powszechnie uznawane jest za koniec Republiki Weimarskiej i początek III Rzeszy. W praktyce wejście w życie nowego prawa, uzasadnianego koniecznością walki z walki z rewolucją komunistyczną, pozwoliło nazistom rozprawić się ze wszystkimi przeciwnikami politycznymi. Odtąd Niemcy stały się państwem policyjnym, w którym obywatele nie cieszyli się żadnymi gwarantowanymi podstawowymi prawami. Atmosfera narastającego terroru w dużym stopniu wpłynęła na wyniki kolejnych wyborów parlamentarnych, które odbyły się dokładnie w tydzień po wydaniu dekretu – 5 marca 1933 roku. Przyniosły one NSDAP aż 44% głosów i ugruntowały dominującą pozycję tej partii. Korzystając z unieważnienia mandatów deputowanych komunistycznych oraz nieobecności części socjaldemokratów (znajdowali się już w obozach koncentracyjnych, na emigracji lub w podziemiu), Reichstag w obecności 535 z 647 deputowanych 24 marca 1933 roku przyjął tzw. „Ustawę o pełnomocnictwach” (niem. Ermächtigungsgesetz), co pozwoliło Hitlerowi na wydawanie dowolnych ustaw bez względu na treść konstytucji. Dekret zawieszający obowiązywanie podstawowych praw obywatelskich pozostawał w mocy aż do końca III Rzeszy, pozwalając Hitlerowi rządzić na zasadach permanentnego stanu wyjątkowego i stanowiąc wygodny środek do nadania jego dyktaturze pozorów legalności. Był to główny powód, dla którego Hitler nigdy formalnie nie zniósł konstytucji weimarskiej, chociaż po uchwaleniu „Ustawy o pełnomocnictwach” i tak wszystkie jej postanowienia stały się martwą literą.

## Proces w sprawie podpalenia gmachu Reichstagu

### Lex van der Lubbe
Przywódcy narodowych socjalistów byli przeciwni przeprowadzeniu procesu sądowego. Blokada procesu nie była jednak możliwa z uwagi na brak podstaw prawnych oraz naciski z zagranicy, wywierane m.in. przez członków KPD na wygnaniu. Jednakże w miesiąc po podpaleniu, 29 marca 1933 roku, rząd wprowadził Lex van der Lubbe (niem. Gesetz über Verhängung und Vollzug der Todesstrafe). Już 7 marca 1933 roku Adolf Hitler zażądał zmian w prawie karnym, tak by domniemany podpalacz Reichstagu mógł być skazany na karę śmierci zgodnie z zarządzeniem wyjątkowym Zum Schutz von Volk und Staat, a nie według prawa obowiązującego w dniu zdarzenia. Żądanie to zostało spełnione, przez co pogwałcono jedną z podstawowych zasad prawa rzymskiego i europejskiego: lex retro non agit.

### Anty-procesw Londynie
Komuniści na wygnaniu, m.in. Willi Münzenberg przedstawili tezę, że za podpaleniem Reichstagu stali naziści (opublikowaną później w tzw. Brunatnej Księdze (niem. Braunbuch über Reichstagsbrand und Hitler-Terror, w skrócie Braunbuch), wydanej w Paryżu w 1933 roku). Jeszcze we wrześniu 1933 roku, przy udziale Münzenberga i niemieckich komunistów na wygnaniu, powołano w Londynie do życia międzynarodową komisję śledczą pod przewodnictwem Denisa Nowella Pritta, która miała wyjaśnić okoliczności pożaru Reichstagu. W skład komisji weszli: Vincent de Moro-Giafferi (francuski prawnik), Betsy Bakker-Nort (holenderska prawnik i polityk), Piet Vermeylen (belgijski prawnik i polityk), George Branting (szwedzki prawnik), Arthur Garfield Hays (amerykański prawnik i publicysta), Valdemar Hvidt (duński prawnik) oraz Gaston Bergery (francuski wydawca prasowy). Powołano również podkomisję, która miała zbadać przeszłość van der Lubbego w Holandii.
Ruszający anty-proces nie miał podstawy w prawie międzynarodowym. Prace komisji motywowano m.in. argumentami, że jeśli komisja dowiedzie niewinności Georgi Dymitrowa, to międzynarodowa opinia publiczna nie dopuści do wydania wyroku skazującego go na karę śmierci przez sąd niemiecki. Na otwarciu prac komisji mowę wygłosił Stafford Cripps, Radca Generalny w rządzie Ramsaya MacDonalda. Dochodzenie komisji z uwagą śledziły międzynarodowe media. W trakcie anty-procesu zbadano różne teorie dotyczące okoliczności pożaru Reichstagu. Niektórzy członkowie komisji, np. Hays i Moro-Giafferi, narzekali na upolitycznienie procesu, skarżąc się na liczne naciski ze strony Münzenberga, by wydać “słuszny” werdykt, uniewinniający komunistów. Komisja oczyściła z zarzutów oskarżonych komunistów, a za winnych podpalenia uznała przywódców narodowych socjalistów – m.in. Hermanna Göringa. Jednak kiedy obrońca Ernsta Torglera zwrócił się do komisji z prośbą o wydanie mu dowodów obciążających jego klienta, Münzenberg odmówił.

### Proces w Lipsku
Dochodzenie policyjne i prace prokuratury obciążały holenderskiego komunistę Marinusa van der Lubbego, ujętego na miejscu zdarzenia oraz prominentnych działaczy partii komunistycznej: Ernsta Torglera, który jako ostatni opuścił gmach Reichstagu w dniu pożaru oraz bułgarskich działaczy Kominternu Georgiego Dimitrowa (późniejszego sekretarza generalnego Kominternu, a po II wojnie światowej komunistycznego premiera Bułgarii), Błagoja Popowa i Wassila Tanewa .
21 września 1933 roku otwarto proces przed IV. Izbą Karną Sądu Najwyższego Rzeszy (niem. Reichsgericht) w Lipsku. Ani sędzia przewodniczący, Wilhelm Bünger, były członek Niemieckiej Partii Ludowej (niem. Deutsche Volkspartei, DVP) oraz były minister rządu Saksonii, ani żaden z czterech innych członków składu sędziowskiego nie było zwolennikami nowego reżimu.
Proces można podzielić na trzy fazy: (1) przesłuchania świadków w związku z sytuacją przed podpaleniem gmachu Reichstagu (Lipsk: 21 września–7 października); (2) przesłuchania świadków w związku z aktem podpalenia (Berlin: 10 października–18 listopada); oraz (3) rozpatrzenie politycznych aspektów sprawy, m.in. tezy o powstaniu komunistów przeciw państwu niemieckiemu (Lipsk: 23 listopada–23 grudnia). Oskarżenie próbowało przedstawić podpalenie jako sygnał dla komunistycznych wystąpień zbrojnych przeciwko państwu niemieckiemu. Przesłuchano ponad 500 świadków, a materiały dowodowe zajęły 32 tomy akt. Dziesięć rozpraw, które zwróciły największą uwagę prasy zagranicznej (druga faza procesu), toczyło się w sali komisji budżetowej w niezniszczonej części gmachu Reichstagu.
Główny oskarżony, van der Lubbe, nie współpracował ze swoim obrońcą, sprawiał wrażenie zdezorientowanego, a nawet chorego psychicznie. Jednak na podstawie przeprowadzonych badań psychiatrycznych stwierdzono, że jest zdrowy. Van der Lubbe przez cały czas utrzymywał, że działał w pojedynkę. Zaraz po zatrzymaniu miał zeznać, że rozczarowany faktem, że lud pracujący nie podejmuje żadnych działań przeciwko systemowi kapitalistycznemu, podjął walkę sam, a podpalenie Reichstagu miało być aktem zemsty na międzynarodowym kapitalizmie.
Georgi Dimitrow spędził pięć miesięcy skuty kajdankami, których mu nie zdejmowano. W tym okresie pisał listy do sądu oraz do prawników. Odmówiono mu wolnego wyboru obrońcy – obrońca został wyznaczony przez sąd. Pierwszy obrońca, Werner Wille, polecony przez Kurta Rosenfelda, złożył swój mandat. Kolejnych obrońców, wybranych przez Dimitrowa (m.in. Vincenta de Moro-Giafferi), odrzucił sąd. Dymitrow, podczas aresztu, studiował niemieckie prawo karne oraz kodeks postępowania karnego. Aktywnie biorąc udział w czynnościach procesowych, często wdawał się w potyczki słowne z przedstawicielami oskarżenia, stawiając liczne wnioski o materiał dowodowy, a poprzez swoje pytania przyczyniając się do tego, że świadkowie plątali się w zeznaniach. W procesie zeznawało ponad pięciuset świadków. Dzięki niemieckim i zagranicznym dziennikarzom Dimitrow zyskał rozgłos medialny. Sędziowie Sądu Najwyższego Rzeszy nie mogli uznać Dimitrowa, Popowa i Tanewa za sprawców kierowniczych „podpalenia gmachu Reichstagu”. Wielokrotnie wyłączali części materiału dowodowego z postępowania. Niektórzy świadkowie, osadzeni w obozach koncentracyjnych, zeznający w policyjnym śledztwie pod presją przeciwko oskarżonym, przed sądem odwoływali swoje zeznania.
Wyrok, niepodlegający apelacji, zapadł 23 grudnia 1933 roku. Oskarżeni: Torgler, Dimitrow, Popow i Tanew zostali uwolnieni z braku dowodów winy. Oskarżony van der Lubbe został uznany winnym zdrady stanu, podżegania do podpalenia oraz próby podpalenia. Sąd skazał go na karę śmierci i utratę praw obywatelskich. Zagranica przyjęła wyrok z ulgą, a prasa narodowosocjalistyczna z oburzeniem. Teoria o winie komunistów była nadal podtrzymywana.
Marinus van der Lubbe został zgilotynowany 10 stycznia 1934 roku . Po procesie pozostali oskarżeni zostali objęci tzw. aresztem prewencyjnym (niem. Schutzhaft). Bułgarzy zostali wydaleni z terytorium III Rzeszy, a Torglera wypuszczono z obozu dopiero w 1935 roku.

### Znaczenie
Wyrok wykazał, że dyktatura NSDAP nie podporządkowała sobie (w 1934 roku) systemu sądowniczego Niemiec. Proces nie mógł być w konsekwencji wykorzystany dla nazistowskich celów propagandowych. Joseph Goebbels i Hermann Göring przegrywali wizerunkowo w ostrych wymianach zdań z Georgi Dymitrowem.
Jedną z najważniejszych konsekwencji procesu lipskiego było – wobec zamanifestowanej publicznie niezależności sądownictwa Rzeszy – późniejsze powołanie przez władze III Rzeszy tzw. Trybunału Ludowego (niem. Volksgerichtshof) pod przewodnictwem Fritza Rehna, który skazywał za czyny uznawane za przestępstwa polityczne w III Rzeszy, definiowane jako zdrada stanu. Ofiarami Trybunału Ludowego, sądzonymi w filmowanych procesach pokazowych byli m.in. uczestnicy antyhitlerowskiej konspiracji związanej z zamachem na Hitlera 20 lipca 1944 roku. Trybunał Ludowy „orzekał” w jednej instancji, bez prawa apelacji.

### Wznowienia procesu po II wojnie światowej
W efekcie wznowienia postępowania procesowego w 1967 roku, sąd w Berlinie anulował wcześniejszy wyrok uznający Marinusa van der Lubbego za winnego zdrady stanu, natomiast utrzymał wyrok skazujący za podpalenie.
W 1980 roku proces został ponownie wznowiony z inicjatywy Roberta Kempnera, reprezentującego w procesie norymberskim prokuratora generalnego Roberta H. Jacksona, przekonanego o niewinności van der Lubbego. Proces zakończył się całkowitym uniewinnieniem van der Lubbego. Jednak prokuratura zaskarżyła to orzeczenie. W ostatnim postanowieniu trybunału federalnego (niem. Bundesgerichtshof) z 1983 roku kwestię współsprawców pozostawiono otwartą.
W styczniu 2008 roku wyrok skazujący van der Lubbego został unieważniony przez prokuraturę federalną na mocy ustawy z 1998 roku (niem. Gesetz zur Aufhebung nationalsozialistischer Unrechtsurteile), z uzasadnieniem, że kara śmierci została wyznaczona na podstawie konkretnych zapisów nazistowskich niezgodnych z elementarnymi zasadami praworządności.

## Teorie podpalenia
Współcześnie funkcjonują trzy teorie odnośnie do okoliczności podpalenia gmachu Reichstagu:
1. Naziści przekonywali, że podpalenia dokonali komuniści. Płonący Reichstag miał być rzekomo symbolem do powstania komunistów przeciw państwu niemieckiemu. Większość badań historycznych skłania się ku tezie, że naziści, początkowo wierząc w komunistyczne powstanie, wykorzystali okazję i podejrzenia przedstawili jako fakty.
2. Inni obserwatorzy, szczególnie komuniści, wysuwali przypuszczenie, że podpalenia Reichstagu dokonali sami naziści, aby mieć pretekst do rozprawienia się z opozycją polityczną.
3. Możliwe jest również, że podpalenia dokonał, działający w pojedynkę Marinus van der Lubbe, a jego czyn został wykorzystany politycznie przez NSDAP[43].

### Powstanie komunistów
Podczas rządów narodowych socjalistów nie przedstawiono żadnych dowodów na planowanie powstania komunistycznego i zgodnie z obecnym stanem badań historycznych, uważa się, że takowe nigdy nie istniały. Pożar Reichstagu nie był w interesie komunistów – przyniósł ich delegalizację i prześladowania ze strony nazistów. Marinus van der Lubbe nie był powiązany z KPD, a z holenderskimi komunistami zerwał kontakty. Niemniej jednak, podjął kilka nieudanych prób wyjazdu do ZSRR.

### Brunatna Księga

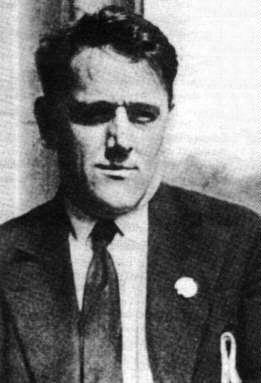
Willi Münzenberg

Bezpośrednio po zdarzeniu publicyści, szczególnie komunistyczni, np. Willi Münzenberg, zaczęli mówić o podpaleniu przez narodowych socjalistów. Przybywający na emigracji Münzenberg opracował m.in. wraz z Otto Katzem zbiór materiałów, wydanych w Paryżu w 1933 roku jako tzw. Brunatna Księga (niem. Braunbuch über Reichstagsbrand und Hitler-Terror, w skrócie Braunbuch). Autorzy księgi zgadzali się z nazistami, że podpalenia dokonał van der Lubbe, jednak uważali, że nie działał on w pojedynkę. Utrzymywali, że van der Lubbe wraz ze swoimi wspólnikami dostał się do Reichstagu poprzez podziemny tunel łączący parlament z pałacem prezydenta Reichstagu, którym wówczas był Hermann Göring. W podpaleniu mieli wziąć udział członkowie NSDAP i dowódcy SA Karl Ernst, Wolf-Heinrich von Helldorf i Edmund Heines oraz Paul Schulz, były dowódca Freikorps, o czym miał poinformować Karl Ernst. Ponadto sugerowali, że van der Lubbe pozostawał w intymnej relacji z przywódcą SA Ernstem Röhmem. Chociaż homoseksualizm van der Lubbego nigdy nie został potwierdzony, wątek ten został podjęty w trakcie procesu w Lipsku.

### Procesy norymberskie
W trakcie procesu zbrodniarzy hitlerowskich w Norymberdze (1945–1946) oskarżyciel Robert Houghwout Jackson pytał Hermanna Göringa o okoliczności pożaru Reichstagu oraz o prześladowania lewicy. Wedle protokołu z procesu Göring zeznał, że aresztowania komunistów były przygotowane na długo przed pożarem. Skonfrontowany z relacją Karla Ernsta, który miał przyznać się do podpalenia Reichstagu razem z Wolfem-Heinrichem von Helldorfem i Edmundem Heinesem na zlecenie Göringa i Goebbelsa, odparł, że zeznania Ernsta nie są mu znane. Według Ernsta Göring i Goebbels zaplanowali całą akcję, a Göring miał przygotować zapasy płynnego fosforu i benzyny w przejściu podziemnym łączącym jego pałac z Reichstagiem. Göring przyznał, że słyszał, iż tego typu “bajki” opublikował w 1934 roku prasie zagranicznej dawny szofer Ernsta Röhma. Sam Karl Ernst został rozstrzelany bez rozprawy sądowej 30 czerwca 1934 roku przez komando SS. Göring utrzymywał, że Ernst został stracony za próbę obalenia rządu niemieckiego. O swojej rzekomej roli mówił: 

To oskarżenie mnie o podłożenie ognia w Reichstagu pochodziło z pewnej prasy zagranicznej. Nie mogło mnie to obchodzić ponieważ nie odpowiadało faktom. Nie miałem żadnego powodu ani motywu, by podkładać ogień pod Reichstag. Z artystycznego punktu widzenia nie żałowałem spalonej sali plenarnej. Miałem nadzieję, że wybuduję lepszą. Żałowałem jednak bardzo, że byłem zmuszony później znaleźć nowe miejsce obrad Reichstagu, a nie będąc w stanie znaleźć nic odpowiedniego, musiałem poświęcić na ten cel moją Operę Krolla, drugą operę w kraju. Opera wydawała mi się wtedy dużo ważniejsza niż Reichstag.

W 1946 roku Hans Bernd Gisevius (1904–1974) wysokiej rangi funkcjonariusz gestapo, który przeszedł na stronę Widerstandu, wydał swoje wspomnienia Bis zum bitteren Ende (pol. „Do gorzkiego końca”), gdzie twierdził, że Karl Ernst, z rozkazu Goebbelsa, zorganizował oddział funkcjonariuszy SA dowodzony przez Hansa Georga Gewehra (1908–1976), który podłożył ogień w Reichstagu. Oddział miał przedostać się do gmachu Reichstagu tunelem i rozlać w sali plenarnej łatwopalną mieszaninę fosforową. Większość członków oddziału została zabita podczas nocy długich noży (niem. Nacht der langen Messer) – akcji przeprowadzonej w nocy z 29 na 30 czerwca 1934 roku schwytania i wymordowania przeciwników Hitlera wewnątrz ruchu narodowosocjalistycznego, jednak Gewehrowi udało się przeżyć czystkę a później wojnę.

### Publikacja wDer Spiegel
Pod koniec lat 50. XX w. w Republice Federalnej Niemiec panowało przekonanie o winie nazistów. Na początku lat 60. XX w. Fritz Tobias, historyk amator, wspierany przez zawodowego historyka Hansa Mommsena, wysunął argumenty przeciwko tezie o winie nazistów, które opublikował w serii artykułów na łamach magazynu Der Spiegel w latach 1959–1960. Już 26 stycznia 1957 roku w magazynie tym ukazał się tekst Paula Karla Schmidta, który w okresie rządów narodowych socjalistów sprawował funkcję rzecznika prasowego Ministerstwa Spraw Zagranicznych, popierający tezę o indywidualnej akcji Marinusa van der Lubbego. Schmidt współredagował również artykuły Tobiasa i Mommsena.
W odpowiedzi na publikacje Tobiasa w magazynie Der Spiegel, Gisevius opublikował w 1960 roku w gazecie Die Zeit serię artykułów pt. Reichstagsbrand im Zerrspiegel argumentujących przeciwko tezie o indywidualnej akcji van der Lubbego, powtarzając wersję wydarzeń przedstawioną w swojej książce z 1946 roku. Wskutek tej publikacji prokuratura wszczęła śledztwo przeciwko Gewehrowi, który wówczas mieszkał w Düsseldorfie, gdzie prowadził firmę budowlaną. W rezultacie firma Gewehra utraciła zlecenia a Gewehr stracił zajmowane stanowisko. Postępowanie zostało umorzone z braku dowodów w 1962 roku. Gewehr podał Giseviusa do sądu na drodze postępowania cywilnego, wygrywając sprawę w trzech instancjach. Na mocy wyroku Gewehr uzyskał odszkodowanie od wydawcy gazety Die Zeit (30 tys. marek) oraz od Giseviusa w wysokości ponad 26 tys. marek, co doprowadziło Giseviusa do bankructwa.
W 1961 roku Tobias wydał książkę Der Reichstagsbrand. Legende und Wirklichkeit, w której przedstawił poważne zarzuty przeciwko Giseviusowi. Gisevius walczył w sądzie o zakaz rozpowszechniania tej publikacji, jednak przegrał sprawę.
W 1964 roku na zlecenie instytutu historycznego Institut für Zeitgeschichte (IfZ) Hans Schneider zbadał prace Fritza Tobiasa. Część zebranych dowodów ocenił jako nieprawidłowe i wyciągnął odmienne wnioski. Schneider nie był w stanie ukończyć swojej pracy w terminie. Hans Mommsen, również pracujący wówczas dla IfZ, zaproponował zablokowanie publikacji z powodów politycznych, a nawet poddanie Schneidera naciskom poprzez jego przełożonych ze służby szkolnej. Kierownictwo instytutu odcięło się od wypowiedzi Mommsena w 2001 roku, uznając je za całkowicie niedopuszczalne z naukowego punktu widzenia. Jednocześnie jednak, stwierdzono, że manuskrypt Schneidera nie był gotowy do druku.
Wersję o indywidualnej akcji Marinusa van der Lubbego przedstawił również brytyjski reporter Sefton Delmer, który towarzyszył Adolfowi Hitlerowi podczas inspekcji Reichstagu zaraz po pożarze. Delmer był przekonany, o tym że van der Lubbe działał w pojedynkę, a jego czyn był wykorzystywany zarówno przez NSDAP, jak i przez komunistów w rozgrywkach politycznych.

### Międzynarodowy Komitet w Luksemburgu
Przeciwko tezie o indywidualnej akcji Marinusa van der Lubbego opowiedział się, powstały w 1968 roku w Luksemburgu, Międzynarodowy Komitet do badań naukowych nad przyczynami i skutkami drugiej wojny światowej, który popierał tezę o winie narodowych socjalistów.
W 1986 roku ukazała się praca zbiorowa, w której berliński historyk Henning Köhler zarzucił luksemburskiemu komitetowi fałszerstwo materiałów źródłowych, co zaogniło dyskusję. Przedstawiciele komitetu nie mogli przedstawić archiwom federalnym żadnych oryginalnych dokumentów, ponieważ te miały ulec zniszczeniu po tym jak zostały wykorzystane do publikacji. Utwierdziło to przeciwników komitetu w ich zarzutach.

Zarzut sfałszowanych źródeł zdyskredytował tezę o winie narodowych socjalistów na wiele lat. Heinrich-August Winkler pisał: 

Publikacjom Międzynarodowego Komitetu z Luksemburga […] udowodniono tyle fałszerstw, że ich cytowanie jest nie na miejscu.

 Pomimo wielu wątpliwości, większość badaczy zaczęła uznawać wersję indywidualnej akcji Marinusa van der Lubbego za najbardziej prawdopodobną. Winkler pisał, że prawdopodobieństwo, iż podpalenia dokonał ujęty na miejscu zdarzenia van der Lubbe, graniczy z pewnością. Zapis w dzienniku Josepha Goebbelsa z 9 maja 1941 roku relacjonujący jego rozmowę z Adolfem Hitlerem, o tym kto stoi za podpaleniem Reichstagu, wskazuje według Klausa Hildebranda na to, że narodowi socjaliści byli zaskoczeni pożarem. Natomiast Hans-Ulrich Wehler jest zdania, że badania od 1962 roku dają wystarczającą jasność co do indywidualnej akcji van der Lubbego.

### Badania ekspertów pożarnictwa
W ostatnich latach pojawiło się ponownie wiele wątpliwości bazujących na nowo odkrytych źródłach. Historycy, fizycy i eksperci pożarnictwa wykluczają możliwość, że mocno niedowidzący Marinus van der Lubbe mógł podłożyć ogień w Reichstagu w ciągu 15 minut działając jedynie w pojedynkę. Natomiast szybkie przybycie Hermanna Göringa na miejsce zdarzenia wskazywałoby na udział narodowych socjalistów.
Nowe dowody umocniły pozycję badaczy wątpiących w indywidualną akcję van der Lubbego. Jednak przeciwnicy tej tezy uważają, że dowody owe są niejednoznaczne i niewystarczające. Niemiecki historyk Hermann Graml (1928–2019) ocenił, że nowe publikacje wytykają błędy i mylne interpretacje prac wcześniejszych. Jednak ani lepsze zrozumienie przebiegu pożaru ani wykrycie nieścisłości nie dostarczyło wystarczających materiałów, by udowodnić udział narodowych socjalistów.

### Teoria ciągu wstecznego
W 2008 roku ukazała się kolejna praca dotycząca pożaru Reichstagu, autorstwa niemieckiego dziennikarza i historyka Svena Felixa Kellerhoffa, w której przedstawiona jest teza wstecznego ciągu płomieni (ang. backdraft) – eksplozji ognia wskutek zapalenia się gazów, powstałych w wyniku spalania w zamkniętym pomieszczeniu i poddanych wytworzonemu tam podciśnieniu, po nagłym dopływie tlenu. Powstanie wstecznego ciągu czyniłoby, według Kellerhoffa, samotną akcję van der Lubbego bardziej prawdopodobną.

Jednak eksperci pożarnictwa odrzucają możliwość indywidualnego aktu podpalenia. Karl Stephan, emerytowany profesor Instytutu Termodynamiki Uniwersytetu w Stuttgarcie argumentował, że 

przyjmując, iż teza o wstecznym ciągu jest prawdziwa, to udowadnia ona sytuację przeciwną do tej, którą miała udowodnić, ponieważ powstanie ciągu wstecznego byłoby prawdopodobne, gdyby wcześniej sala plenarna oblana była płynnymi materiałami łatwopalnymi.

### DziennikiGoebbelsa
Według fragmentu dzienników opublikowanych w książce Davida Irvinga Goebbels. Mózg Trzeciej Rzeszy Goebbels, Hitler i Göring, dowiedziawszy się o pożarze byli zbulwersowani i zaskoczeni.

Hitler wezwał mnie do Kaiserhof. Wyraża się entuzjastycznie o moich [radiowych] komentarzach. Mówi, że wystąpienia w Monachium i Norymberdze również były wspaniałe [...] Hitler jak zawsze cudowny [...] Potem do domu, żeby pracować. Wiele pracy. o 21.00 przyszli Hitler i Auwi. Słuchaliśmy muzyki, wymienialiśmy plotki. Potem zadzwonił Hanfstaengl; powiedział, że Reichstag płonie. Cóż za wyobraźnia! Lecz okazało się to prawdą. Popędziliśmy na miejsce wraz z Hitlerem. Cały budynek w ogniu. Poszliśmy naprzód. Za nami Göring. Był tam również Papen, którego poznałem wtedy osobiście; Gmach podpalono w 30 miejscach. Ogień podłożyli komuniści. Göring wybucha wściekłością. Również Hitler szaleje z gniewu. Papen nie stracił zimnej krwi. Główna sala obrad zniszczona do szczętu. Teraz trzeba wziąć się do roboty [...] Do dzieła! Hitler rozmawia z Papenem. Spotykamy się w Kaiserhof. Wszyscy rozpromienieni. Tak, to była ostatnia kropla przepełniająca puchar. Upłynęło trochę czasu. Schwytano podpalacza, 24-letniego holenderskiego komunistę.

### Oświadczenie Lenningsa
W lipcu 2019 roku gazeta Hannoversche Allgemeine Zeitung opublikowała treść oświadczenia złożonego pod przysięgą w 1955 roku przez członka SA Martina Lenningsa (1904–1962) i odnalezionego w archiwum sądu okręgowego w Hanowerze. Lennings oświadczył, że wieczorem 27 lutego 1933 roku, między godziną 20 a 21, wiózł Lubbego samochodem do Reichstagu, który stał już w płomieniach, kiedy zajechali na miejsce. Podpis Lenningsa na dokumencie jest autentyczny, co jednak nie potwierdza, że również treść oświadczenia jest prawdziwa.
Debata odnośnie do okoliczności pożaru Reichstagu nadal pozostaje otwarta.